# Google Play Music
Google Play Music foi um serviço de streaming e biblioteca de músicas e podcasts online operado pelo Google, parte de sua linha de serviços Google Play. Os usuários com uma conta padrão podiam enviar e ouvir até 50.000 faixas sem nenhum custo. Uma inscrição de "Acesso Ilimitado", que era paga, disponibilizava streaming on-demand para os usuários de qualquer som no catálogo do Google Play Música e habilitava a criação de estações de rádios customizadas. Os usuários podiam baixar faixas individualmente através da seção de loja de música do Google Play. Além de oferecer streaming de música para dispositivos conectados à Internet, o aplicativo móvel do Google Play Música permitia que as músicas sejam armazenadas para serem ouvidas offline.

## História
Inicialmente, o Google insinuou que no lançamento de um reprodutor de mídia na nuvem durante a sua conferência de desenvolvedores I/O, quando o vice-presidente sênior social Vic Gundotra mostrou uma seção "Music" do Android Market durante uma apresentação. Um serviço de música foi oficialmente anunciado durante a seguinte conferência I/O em 10 de maio de 2011, sob o nome de "Music Beta". Inicialmente, ele foi disponibilizado apenas para residentes nos Estados Unidos e tinha funcionalidade limitada; o serviço tinha como destaque a sua biblioteca de música online para o armazenamento de até 20.000 faixas, que podem ser executadas pelo seu player da web ou pelo aplicativo móvel Android, mas a loja de música não foi apresentada durante o período de testes, pois o Google não havia fechado acordos com as maiores gravadoras.
Depois de um período de seis meses de testes, o Google em 16 de novembro de 2011, como Google Music com o seu evento de anúncio "These Go to Eleven".O evento introduziu diversos recursos no serviço, incluindo uma loja de música para o então Android Market, compartilhamento de músicas pela rede social Google+, páginas para músicos publicaram o sua própria músicas "Artist Hub", e compra de faixas espelhadas em faturas de telefones da T-Mobile. No lançamento, o Google fez parcerias como as três maiores gravadoras — Universal Music Group, EMI e Sony Music Entertainment — juntamente com outras gravadoras menores; porém nenhum acordo foi fechado com a Warner Music Group. No total, 13 milhões de faixas foram cobertas por essas ofertas; 8 milhões delas estavam disponíveis para compra logo na estreia. Para promover o lançamento do serviço, diversos artistas lançaram músicas e álbuns exclusivos na loja; The Rolling Stones estrearam a gravação ao vivo de Brussels Affair (Live 1973) e o Pearl Jam lançou um concerto ao vivo gravado em Toronto, com o título "9.11.2011 Toronto, Canada".
O serviço foi apresentado em 10 de maio de 2011 e, depois de uma fase beta fechada, ele foi lançado publicamente em 16 de novembro desse ano. O Google Play Music disponibilizou mais de 40 milhões de faixas para compra ou streaming. Chegou a estar disponível em 58 países, para dispositivos com Android e iOS, navegadores web e diversos reprodutores de mídia (como o Sonos e o Chromecast).
De acordo com uma reportagem de fevereiro de 2012 do CNET, os executivos do Google estavam descontentes com a taxa de adoção e de vendas do Google Music em seus primeiros três meses. No mês seguinte, a empresa renomeou o Android Market e seus serviços de conteúdo musical como "Google Play"; o serviço de músicas foi renomeado como "Google Play Music".
Em 25 de fevereiro de 2015, o Google expandiu a capacidade de armazenamento de música de 20.000 para 50.000 faixas. em 27 de Julho de 2017 surgiu o plano YouTube Red, e a assinatura do Google Play Music vinha incluída junto 
Em agosto de 2020, o Google anunciou que o serviço seria encerrado gradualmente em setembro e substituído pelo YouTube Music em dezembro desse mesmo ano.

## Características e utilização
O Google Play Music oferecia uma "biblioteca de música online", permitindo aos usuários que armazenassem a sua música online (até 50.000 faixas) e as escutassem através de seu player para a web ou do aplicativo móvel. As faixas podiam ser baixadas para o aplicativo móvel. Os usuários deviam se registrar primeiro no serviço, para verificar se o serviço estava disponível no país em que vivem, além de fornecer um cartão de crédito válido em sua conta do Google. As músicas e playlists podiam ser enviadas através do aplicativo Music Manager, que era instalado nos computadores pessoais dos usuários. O aplicativo podoa ser configurado para enviar uma pasta específica ou a biblioteca de música existente (como a do iTunes). Além disso, quaisquer novas adições a elas também podiam ser adicionadas à biblioteca online do Play Music. Durante o processo de upload, o Music Manager tentava corresponder por canções no catálogo do Google Play; se um correspondência fosse encontrada, o som seria adicionado sem que fosse preciso fazer o upload dela. O serviço permitia que os usuários criassem uma playlist usando um recurso conhecido como Instant Mix. Os usuários também podiam obter recomendações personalizadas baseadas nas músicas que mais ouviam.
A loja de música do Google Play oferecia compras de música por US$1,29, $0,99, e $0,69, além de conteúdo gratuito; atualmente tem cerca de 30 milhões de faixas no catálogo do Google Play. As faixas compradas na loja são adicionadas automaticamente na conta do usuário e não são somadas ao limite de 50.000 faixas. O Google também ressaltou que "de vez em quando nós estaremos apresentando concertos exclusivos e entrevistas disponíveis no Google Play."
Em janeiro de 2012, um recurso foi adicionado ao Google Music permitindo que os usuários baixassem cópias em MP3 de qualquer música da web, com um limite de dois downloads por faixa.
Em 29 de outubro de 2012, o Google anunciou diversas novas adições ao serviço, incluindo o recurso de correspondência de música; a empresa também fechou uma parceria com o Warner Music Group, a última grande gravadora que não tinha fechado um acordo com o Google Play; finalmente, o lançamento da loja de música na França, na Alemanha, na Itália na Espanha e no Reino Unido foi anunciado em 13 de novembro de 2012.
O Google Play Music foi um dos primeiros aplicativos compatíveis com reprodutor de mídia digital do Google, o Chromecast, que foi lançado em julho de 2013.
Em outubro de 2014, um novo recurso, "Ouvir Agora", foi introduzido, fornecendo recomendações e listas de reprodução contextuais e playlists. O recurso foi adaptado da tecnologia do Songza, que o Google adquiriu no começo desse ano.

### Music Key
No Google I/O, em 15 maio de 2013, o Google anunciou que o Google Play Music seria expandido para incluir um serviço pago de streaming de música on-demand chamado "Acesso Ilimitado", permitindo que os usuários fizessem streaming de qualquer música no catálogo do Google Play. Imediatamente ele foi lançado nos Estados Unidos por US$ 9,99 por mês (US$ 7.99 por mês se o usuário fizesse a inscrição antes de 30 de junho de 2013). O serviço permitia que os usuários combinassem o catálogo do Acesso Ilimitado com a sua biblioteca de música.
Em 12 de novembro de 2014, o YouTube anunciou o "Music Key", um novo serviço premium sucedendo ao Acesso Ilimitado, que inclui o atual serviço de streaming do Google Play Music, juntamente com o acesso sem anúncio para clipes de músicas no YouTube. Adicionalmente, os aspectos das duas plataformas foram integradas; as recomendações do Google Play Music e os clipes de música do YouTube estavam disponível em ambos os serviços.

## Disponibilidade

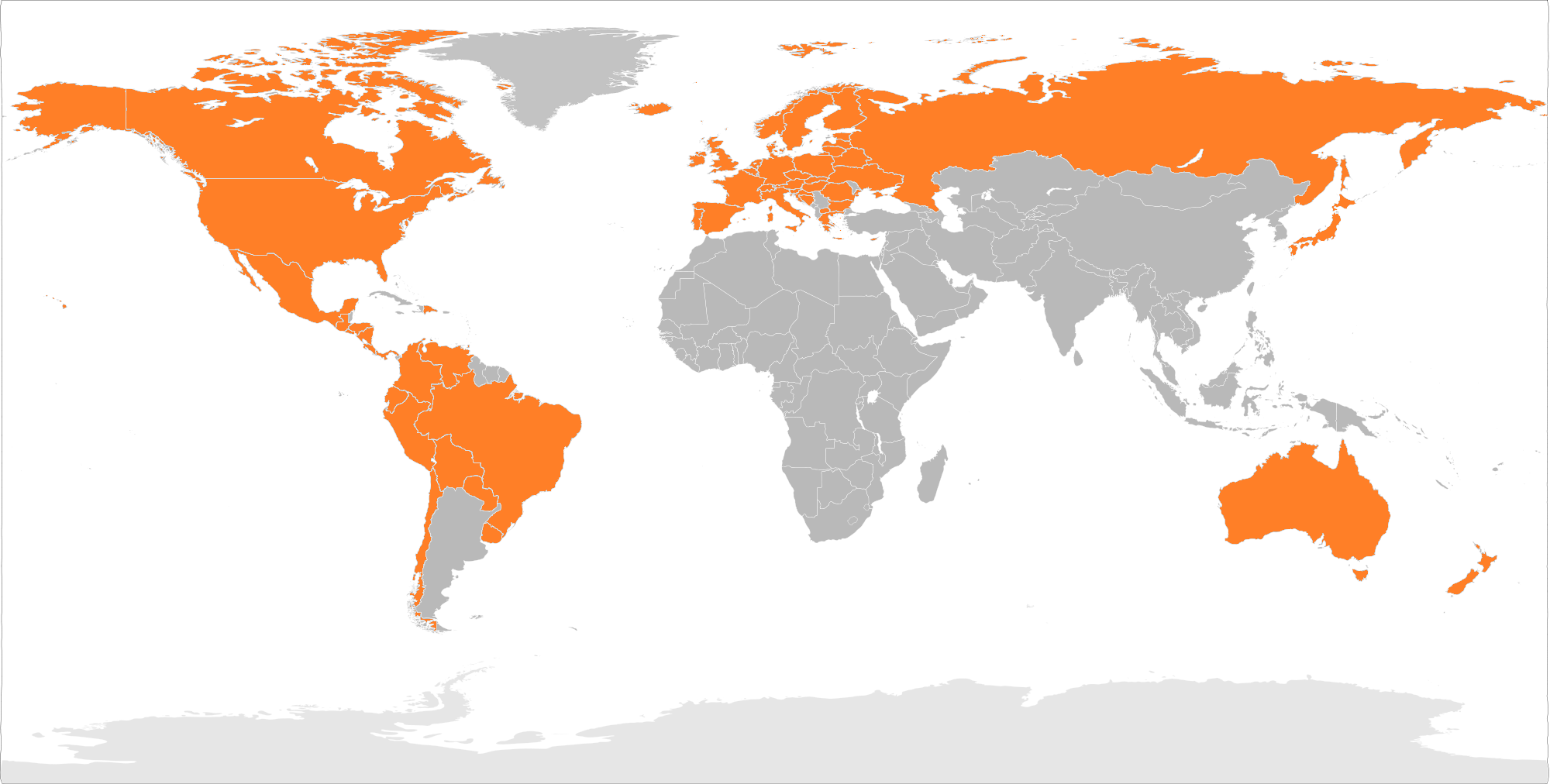
Países onde o Google Play Music esteve disponível.

Até à data da sua descontinuação, o Google Play Music esteve disponível nos seguintes 63 países:
Argentina, Austrália, Áustria, Bielorrússia, Bélgica, Bolívia, Bósnia-Herzegovina, Brasil, Bulgária, Canadá, Chile, Colômbia, Costa Rica, Croácia, Chipre, República Checa, Dinamarca, República Dominicana, Equador, El Salvador, Estónia, Finlândia, França, Alemanha, Grécia, Guatemala, Honduras, Hungria, Islândia, Irlanda, Itália, Letónia, Liechtenstein, Lituânia, Luxemburgo, Macedónia do Norte, Malta, México, Países Baixos, Nova Zelândia, Nicarágua, Noruega, Panamá, Paraguai, Peru, Polônia, Portugal, Roménia, Rússia, Eslováquia, Eslovénia, Espanha, Suécia, Suíça, Ucrânia, Reino Unido, Estados Unidos, Uruguai, Venezuela, África do Sul, Sérvia e Índia.

## Recepção
Em 2013, o Entertainment Weekly comparou um número de serviços de música e classificou o Acesso Ilimitado do Google Play Music com uma pontuação "B+", dizendo o seguinte: "O adicional de enviar para aumentar o enorme acervo do streaming pode preencher algumas lacunas..."